# The Beast of Yucca Flats
The Beast of Yucca Flats is een Amerikaanse B-horrorfilm uit 1961. De hoofdrol werd vertolkt door de voormalige Zweedse worstelaar Tor Johnson. De regie was in handen van Coleman Francis, die ook het scenario schreef.

## Verhaal
Een Sovjetwetenschapper genaamd Joseph Javorsky vertrekt naar de Verenigde Staten. Hij arriveert per vliegtuig op een afgelegen vliegveld in de woestijn. In zijn koffer zitten vermoedelijk geheime militaire documenten. Wanneer Javorsky uit het vliegtuig stapt, worden hij en zijn Amerikaanse opdrachtgever aangevallen door huurmoordenaars van de KGB. Terwijl de Amerikanen de KGB bevechten, vlucht Javorsky de woestijn in. Na een lange zwerftocht in de woestijn belandt hij per ongeluk op een stuk land waar de Amerikanen nucleaire testen hebben gehouden. De straling verandert hem in een hersenloos beest.
Het beest vermoordt een stelletje dat met hun auto door de woestijn reed. De agenten Jim en Joe beginnen een zoektocht naar de moordenaar. Even verderop stopt een gezin bij een tankstation. Hier worden ze door het beest geconfronteerd, maar kunnen aan hem ontsnappen.
Uiteindelijk komen de politie en de familie bij elkaar, waarna de agenten het beest doodschieten.

## Rolverdeling
| Acteur          | Personage        | Opmerkingen      |
| --------------- | ---------------- | ---------------- |
| Douglas Mellor  | Hank Radcliffe   |                  |
| Barbara Francis | Lois Radcliffe   |                  |
| Bing Stafford   | Jim Archer       |                  |
| Larry Aten      | Joe Dobson       |                  |
| Linda Bielema   | Wife on vacation |                  |
| Ronald Francis  | Randy Radcliffe  |                  |
| Alan Francis    | Art Radcliffe    |                  |
| Anthony Cardoza | KGB driver       | als Tony Cardoza |
| Bob Labansat    | FBI agent        |                  |

## Citaten
- Verteller: "Jim Archer, Joe's partner, another man caught in the frantic race for the betterment of mankind. Progress."
- Verteller: "Touch a button, things happen. A scientist becomes a beast."
- Verteller: "Boys from the city. Not yet caught in the whirlwind of progress. Feed soda pop to the thirsty pigs."
- Verteller: "Joseph Javorsky, respected scientist. Now a fiend prowling the wastelands, a prehistoric beast in a nuclear age. Kill, kill just to be killing."
- Verteller: "A man runs, somebody shoots at him."
- Verteller: "Flag on the moon. How did it get there?"
- Verteller: "One hundred and ten in the shade. There is no shade."

## Achtergrond
De film werd bespot in de cultserie Mystery Science Theater 3000. Veel critici hebben de film bestempeld als de slechtste sciencefictionfilm ooit gemaakt.
De film werd zonder geluid opgenomen. Stemmen en andere geluidseffecten werden pas achteraf toegevoegd. Om problemen met het synchroniseren van beeld en geluid te voorkomen, spraken personages alleen als ze buiten beeld stonden of als hun gezicht nauwelijks zichtbaar was.
De film bevindt zich tegenwoordig in het publiek domein.